# Lithol rubine BK
La lithol rubine BK est un colorant azoïque rouge.
Elle est caractérisée par son absorption maximale à 442 nm dans le diméthylformamide. Sous le numéro E 180, elle est parfois utilisée comme additif alimentaire, uniquement dans la croûte des fromages, où elle est considérée comme sans danger aux doses utilisées.